# 5–12 Double Row

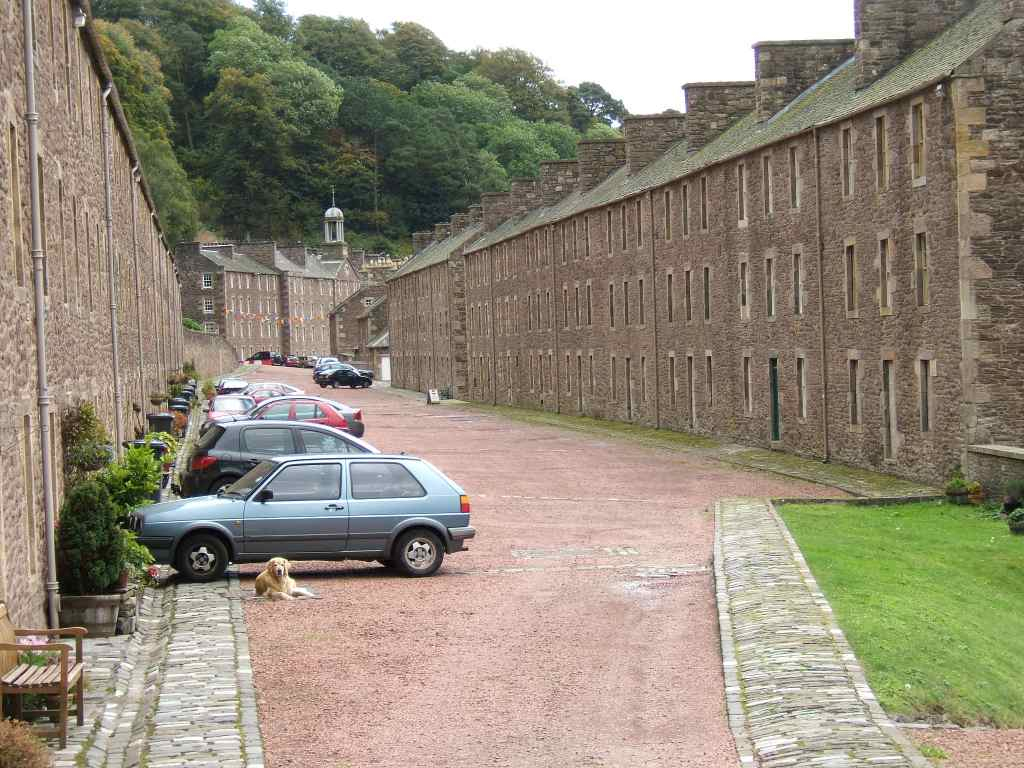
Rechts im Vordergrund 5–12 Double Row, dahinter 1–4 Double Row und links 1–14 Long Row

Unter der Adresse 5–12 Double Row in der schottischen Industriesiedlung New Lanark in der Council Area South Lanarkshire befinden sich acht Wohngebäude. 1971 wurde das Bauwerk in die schottischen Denkmallisten in der höchsten Denkmalkategorie A aufgenommen. Des Weiteren waren das Gebäude 11 Double Row zusammen mit den umliegenden Gebäuden 9 Waterside und 109–119 Rosedale Street als Scheduled Monument klassifiziert. Diese Einstufung wurde jedoch 2019 aufgehoben. Außerdem ist die Gebäudezeile Teil des Weltkulturerbes New Lanark.

## Geschichte
Die Gebäude sind Teil der modellhaften Arbeitersiedlung New Lanark, die Davin Dale für seine Mühlen erbauen ließ. Sie entstanden im späten 18. Jahrhundert. Anhand der Textur des verwendeten Baumaterials lässt sich vermuten, dass sie im selben Zeitraum wie die anschließende Zeile 1–4 Double Row errichtet wurden. Von den üblichen Arbeitersiedlungen dieser Zeit unterscheiden sich die Gebäude in New Lanark insofern, als infolge der Hanglage eine mehrstöckige Bauweise vorteilhaft war. Ihr Aufbau diente späteren Siedlungen als Vorbild.

## Beschreibung
Die 24 Achsen weite Gebäudezeile ist in acht gleichförmige Einheiten untergliedert. Straßenseitig sind die Bruchsteinbauten aus Sandstein mit farblich abgesetzten Natursteineinfassungen dreistöckig. Auf Grund der Hanglange ragt die Gebäudezeile an der südwestexponierten Rückseite vier bis fünf Stockwerke auf. Mittig führen Eingangstüren zu den Treppenaufgängen. Es sind längliche, vornehmlich zwölfteilige Sprossenfenster verbaut. Die abschließenden Satteldächer mit giebelständigen Kaminen sind mit grauem Schiefer eingedeckt.
Als einzige Gebäudezeile in New Lanark ist die Double Row zwei Räume tief. Die vier Räume je Stockwerk konnten als Einzelwohnung vergeben werden, jedoch auch zwei oder vier einzelne Wohneinheiten bilden. Hierdurch wurde Flexibilität für die Unterbringung von Familien erzielt. Die Gebäude sind sowohl von der Rosedale Street als auch von der rückwärtigen Water Row zugänglich.
Im Innenraum von Double Row 11 kann die Veränderung der Lebensstandards der Arbeiter über zwei Jahrhunderte nachvollzogen werden. So sind Tapetenlagen über den Nutzungszeitraum erhalten. Ehemalige traditionelle Schrankbetten wurden zu begehbaren Schränken umfunktioniert. Auf dieser Erhaltung der wohngeschichtlichen Entwicklung basiert die Einstufung als Scheduled Monument.